# RD-180
El RD-180 (РД-180, Ракетный Двигатель-180, Rocket Engine-180) es un motor cohete ruso de doble cámara de combustión, de doble tobera, derivado  del motor de cohete soviético RD-170 utilizado en los cohetes URSS de tipo Zenit, y en la actualidad proporciona la primera etapa de potencia para los Atlas V estadounidenses.

## Diseño y especificaciones

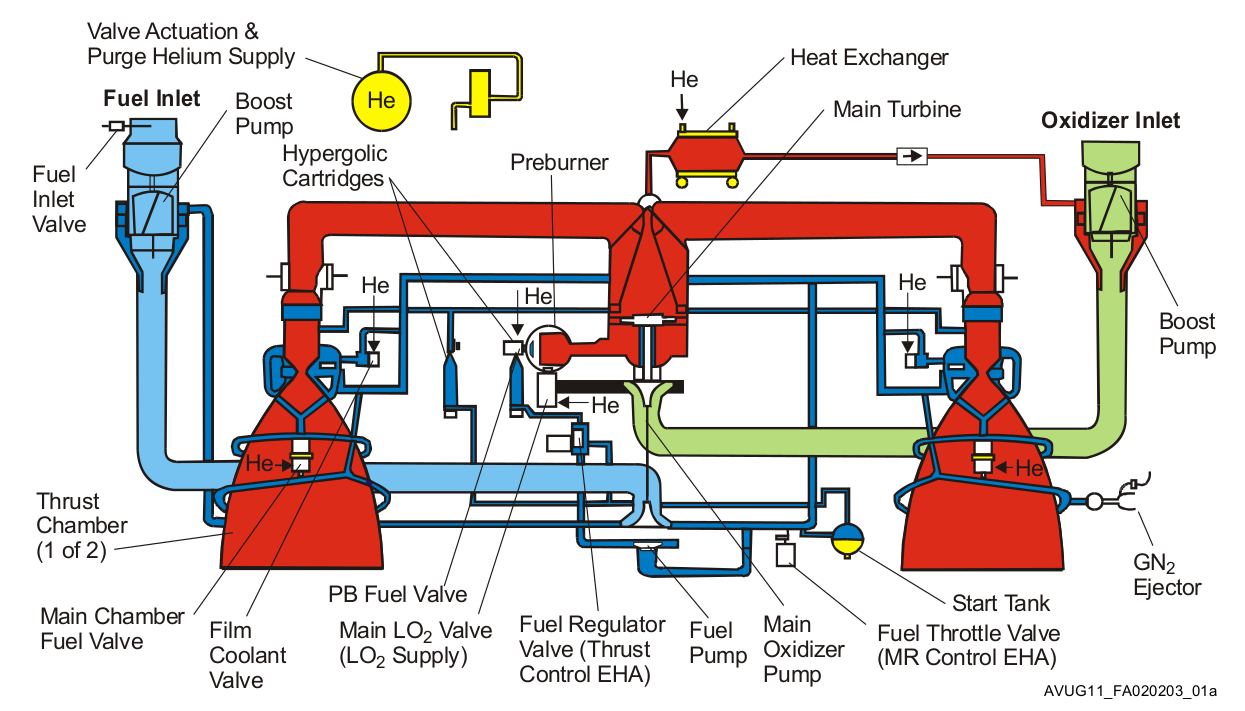
Esquema del motor cohete RD-180

Las cámaras de combustión del RD-180 comparten una única turbobomba, al igual que en su predecesor, el RD-170 de cuatro cámaras. El RD-180 está alimentado por una mezcla de RP-1 / oxígeno líquido y utiliza un ciclo de combustión por etapas de alta presión extremadamente eficiente. El motor funciona con una relación oxidante a combustible de 2,72 y emplea una precombustión rica en oxígeno, a diferencia de los diseños típicos estadounidenses que son ricos en combustible. La termodinámica del ciclo de precombustión rica en oxígeno permite una mayor relación potencia-peso, pero con el inconveniente de que es necesario que los gases ricos en oxígeno a alta presión y altas temperaturas sean transportados a través del motor. Los movimientos de las toberas de los motores son controlados por cuatro accionamientos hidráulicos. El motor se puede regular desde un 40 % a un 100 % del empuje nominal.

## Aplicaciones
Durante la década de 1990 General Dynamics Space Systems Division (más tarde adquirida por Lockheed Martin) adquirió los derechos para usar el RD-180 en el Evolved Expendable Launch Vehicle (VTE) y el programa Atlas. Como estos programas fueron concebidos para apoyar los lanzamientos del gobierno de los Estados Unidos, así como los lanzamientos comerciales, se dispuso también que el RD-180 fuera coproducido por Pratt & Whitney. Sin embargo, toda la producción hasta la fecha ha tenido lugar en Rusia. El motor se vende actualmente por una empresa conjunta entre el desarrollador y productor ruso del motor NPO Energomash y Pratt & Whitney, llamada RD Amross.
El RD-180 fue desplegado primero en el vehículo Atlas IIA-R, que era el vehículo Atlas IIA con el motor ruso (de ahí el R) reemplazando el motor principal anterior. Este vehículo fue renombrado más adelante como Atlas III. Un programa de desarrollo adicional se realizó para certificar el motor para su uso en el modular Common Core Booster etapa primaria del cohete Atlas V.

### Usos posibles
Se pensó en el RD-180 para ser utilizado en la nueva familia de lanzaderas espaciales rusas Rus-M, propuesto por los contratistas de Roskosmos, pero el programa fue cancelado en octubre de 2011.
Jerry Grey, un consultor del Instituto Americano de Aeronáutica y Astronáutica y la Universities Space Research Association y exprofesor de ingeniería aeroespacial en la Universidad de Princeton, propuso utilizar el RD-180 para un vehículo de lanzamiento de la NASA prospectivo de carga pesada. Para aquellos que puedan estar preocupados por confiar demasiado en Rusia, destacó que RD Amross estaba "muy cerca de producir una versión de fabricación estadounidense del RD-180, y con un poco de infusión de financiamiento de la NASA podría fabricar ese motor (y quizás incluso un empuje de 7,6 MN equivalente del RD-170) en unos pocos años".
A pesar de la disponibilidad de la documentación necesaria y los derechos legales para la producción del RD-180 en los Estados Unidos, la NASA está considerando el desarrollo de un motor de etapa central autóctono que sería "capaz de generar altos niveles de empuje aproximadamente iguales o superiores al rendimiento del motor de fabricación rusa." La NASA tiene la intención de producir un motor completamente operativo para 2020, o antes si se puede establecer una asociación con el Departamento de Defensa de EE. UU.